# Pontiac 6000
La Pontiac 6000 est une voiture de taille moyenne qui a été introduite par Pontiac en 1981 pour l'année-modèle 1982, placée entre la plus petite Phoenix et le haut de gamme Bonneville (auparavant, Le Mans). Elle partage sa plateforme avec la Buick Century, la Chevrolet Celebrity, et l'Oldsmobile Cutlass Ciera.

## Vue d'ensemble
En 1978, GM réduit la taille des propulsions de taille moyenne basées sur la plate-forme A (Chevrolet Malibu, Pontiac Le Mans, Oldsmobile Cutlass, et Buick Regal). En 1982, une nouvelle plate-forme A est mise sur le marché derivée de la plateforme compacte X. Cependant les outillages de la plate-forme propulsion n'étant pas amortis, GM a continué de la produire pour les plus récents modèles à traction.
La 6000 était construite à l'usine d'assemblage d'Oshawa, en Ontario, au Canada , de 1981 à 1988 et dans l'usine d'Oklahoma City, jusqu'à ce que la production cesse en 1991. Elle a également été produite à Tarrytown, New York pendant quelques années. En 1984, les 6000 ont été le best-seller de Pontiac, avec plus de 122 000 unités vendues. À la suite de la disparition de la 1000 après l'année modèle 1987, la 6000 est le dernier modèle Pontiac à porter "000" dans son nom (la 2000 Sunbird ayant été la première Pontiac à se nommer ainsi en 1985).
En 1982, deux niveaux de finition étaient proposés : 6000 et 6000 LE. Tous deux sont devenus standard en 1982 avec l'arrivée du nouveau quatre cylindres 2.5L Tech IV avec vanne papillon d'injection. Ce moteur avait une puissance de 90 chevaux. Les moteurs en option étaient le V6 GM 2.8L avec un carburateur double corps qui faisait 112 chevaux, ou un V6 Diesel 4.3L Oldsmobile de seulement 85 chevaux. Le moteur Diesel était peu fiable et impopulaire, et a été abandonné en 1985. Le 2.8 fut mis à jour pour l'année 1985 avec injection de carburant multipoint et réalésage à 135 chevaux, exclusivement pour la STE. Le 2.8 à injection fait son apparition dans les modèles de base et LE dès 1986, cependant, dans ces finitions il ne cube que 125 chevaux. Le Tech IV a subi diverses mises à jour au fil des ans, mais la plupart du moteur est restée identique. En 1984, un break connu sous le nom de 6000 Safari est introduit dans la gamme pour remplacer le break Bonneville propulsion. En 1987, un modèle S/E  avec le groupe motopropulseur de la STE, mais moins de fonctionnalités, fait son apparition. En 1989, le modèle coupé est abandonné, et la 6000 reçoit un toit plus arrondi avec la Buick Century et l'Oldsmobile Cutlass Ciera, et est restylée pour la dernière fois avec des phares un peu plus large et une nouvelle calandre. En 1990, les ceintures de sécurité avant sont introduites et un V6 3.1L remplace le 2.8. Après que la STE ait été abandonnée pour 1990, la S/E gagne une transmission intégrale en option. Ce changement est ensuite abandonné pour l'année-modèle de 1991. Les 6000 ont été arrêtées après 1991, remplacées par la berline Grand Prix. La Pontiac 6000 familiale était le dernier break Pontiac conçu par GM, il a été en effet remplacé par le Pontiac Trans Sport en 1990.
La dernière Pontiac 6000 sort de la ligne d'assemblage le 22 juillet 1991.

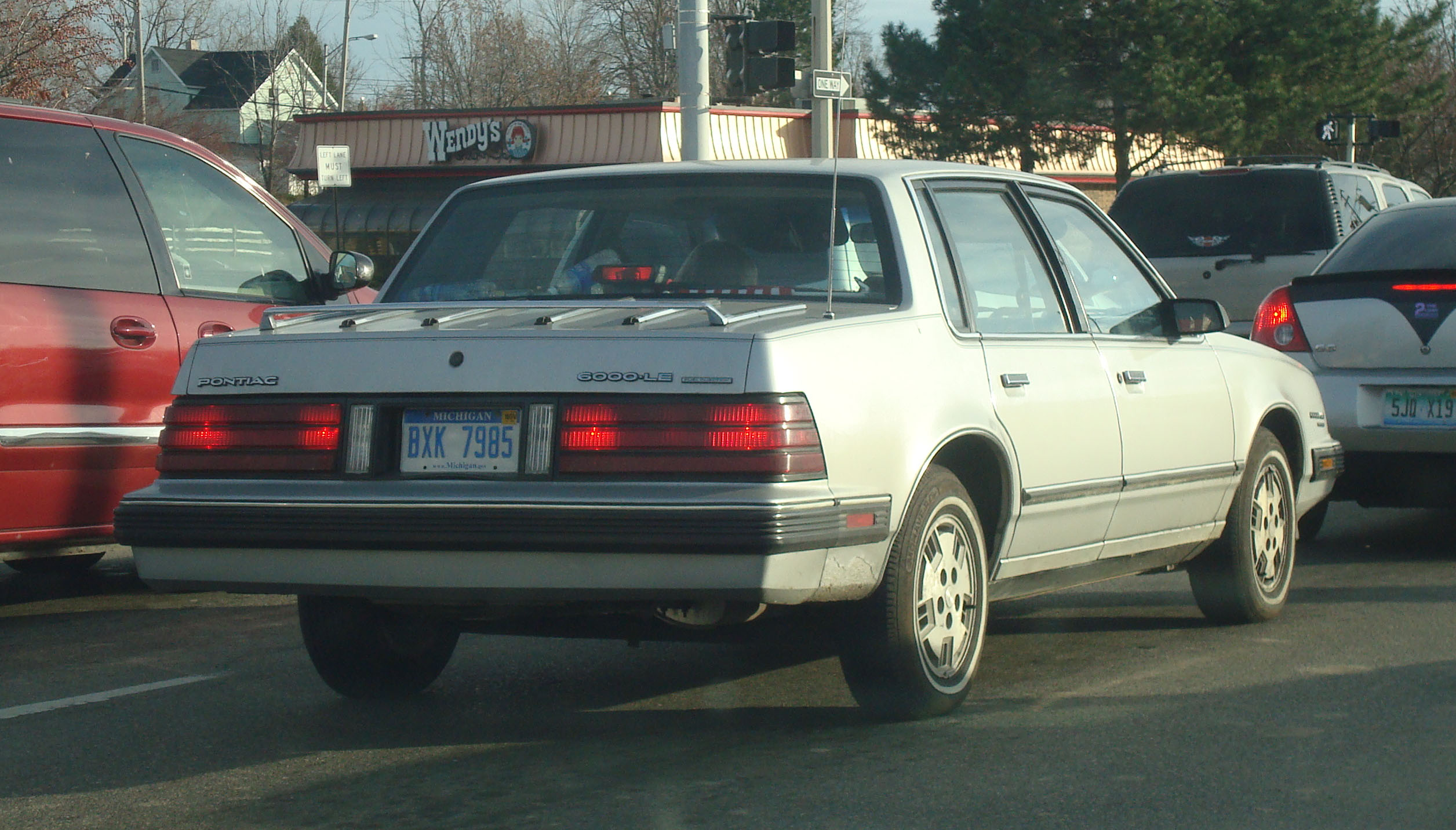
Pontiac 6000 LE.
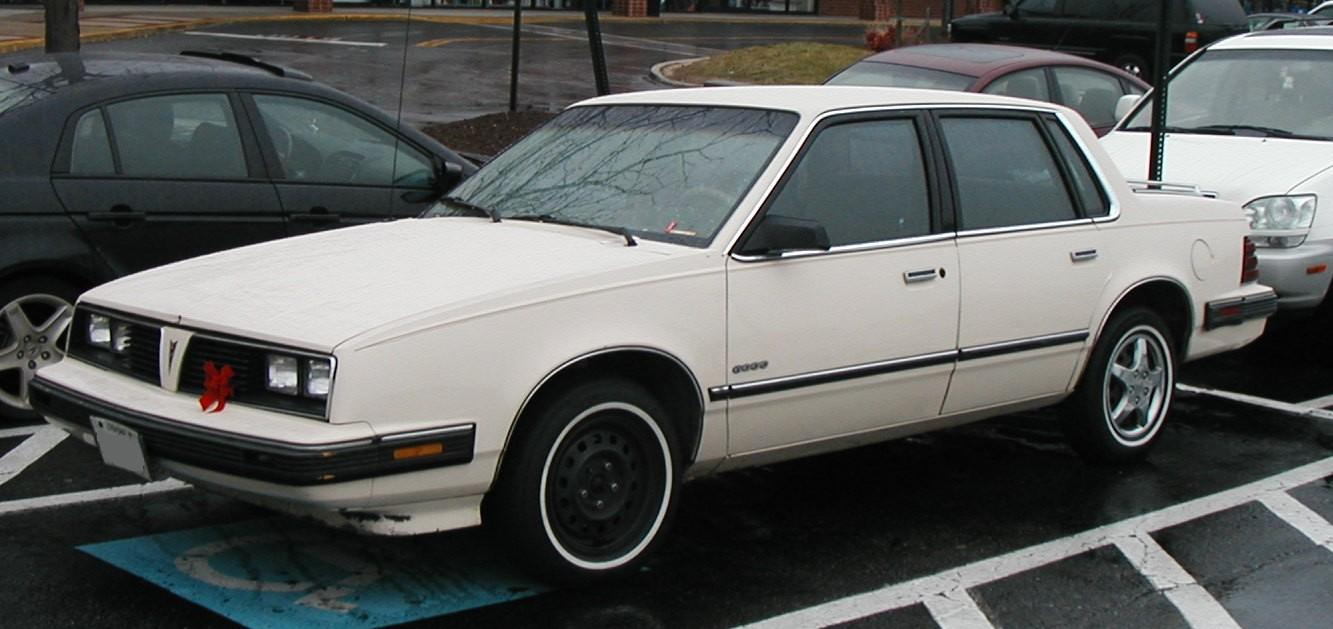
La berline Pontiac 6000, modèle de 1985-1986.
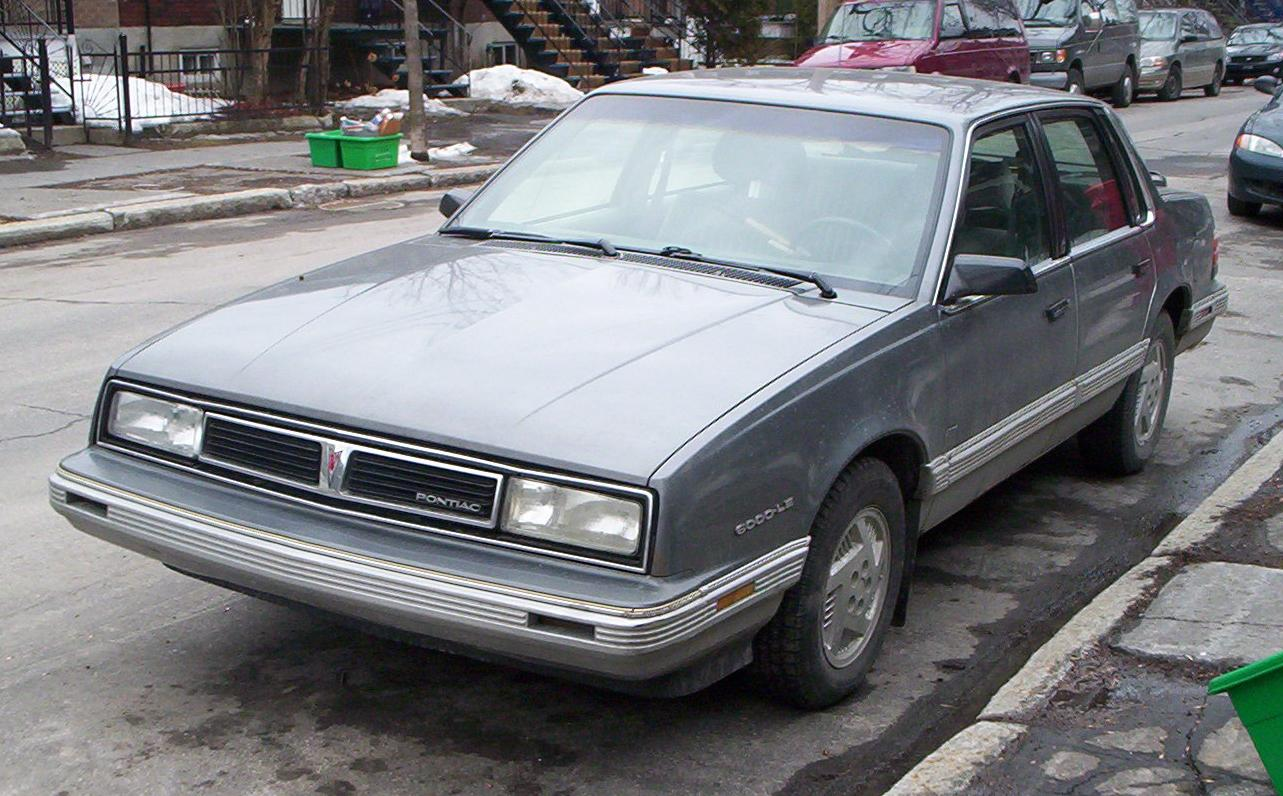
La berline Pontiac 6000 LE, modèle de 1987-1988.
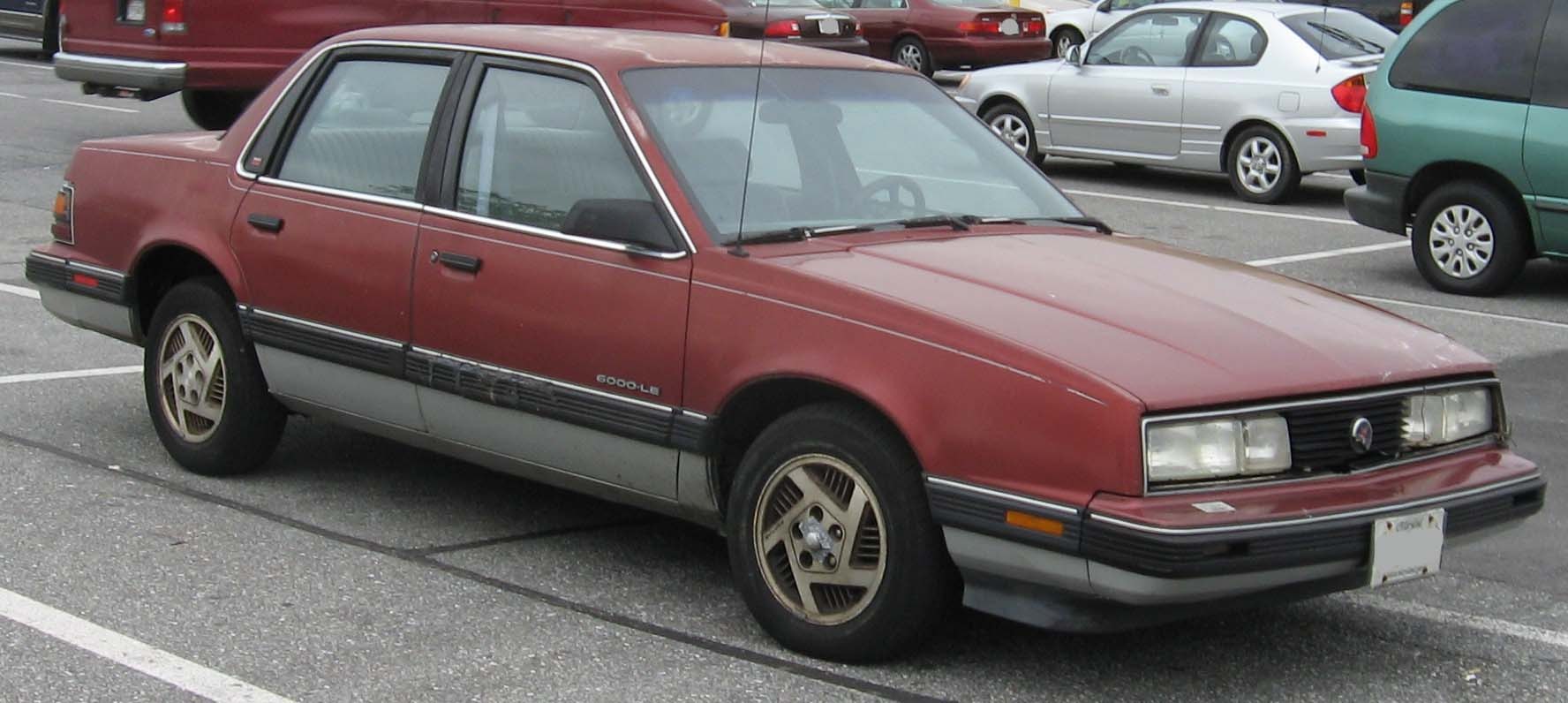
La berline Pontiac 6000 LE, modèle de 1989-1991.

## Le modèle STE
En 1984, Pontiac change d'orientation pour redevenir comme dans les années 1960 la marque sportive de GM. La 6000STE (Special Touring Édition) est introduite pour l'année-modèle 1983.  Des sièges avant grand-confort et les vitres électriques étaient de série sur ce niveau de finition (en option sur la plupart des autres). Le modèle possédait de plus une version High-Output du V6 2.8L. Comme le moteur d'origine, il arborait un carburateur double corps, mais il délivrait 135 chevaux au lieu de 112. Bien que destiné à rivaliser avec BMW et Audi, les 6000 utilisaient des technologies plus rustiques. Le système de carburant était à  carburateur (alors que les concurrents utilisaient déjà l'injection de carburant) et il manquait une jauge de carburant sur le tableau de bord. En 1984, la 6000 STE introduisait en avant-première une jauge d'essence numérique dotée d'un tachymètre. Le conducteur de la STE disposait d'un ordinateur de bord avec un système de suivi de fonctions telles que les lumières, l'ouverture des portes, l'état d'adhérence des pneus, etc. En  1984, le journal Road and Track décrivait la 6000 STE comme l'une des douze voitures les plus enthousiasmantes de sa génération.

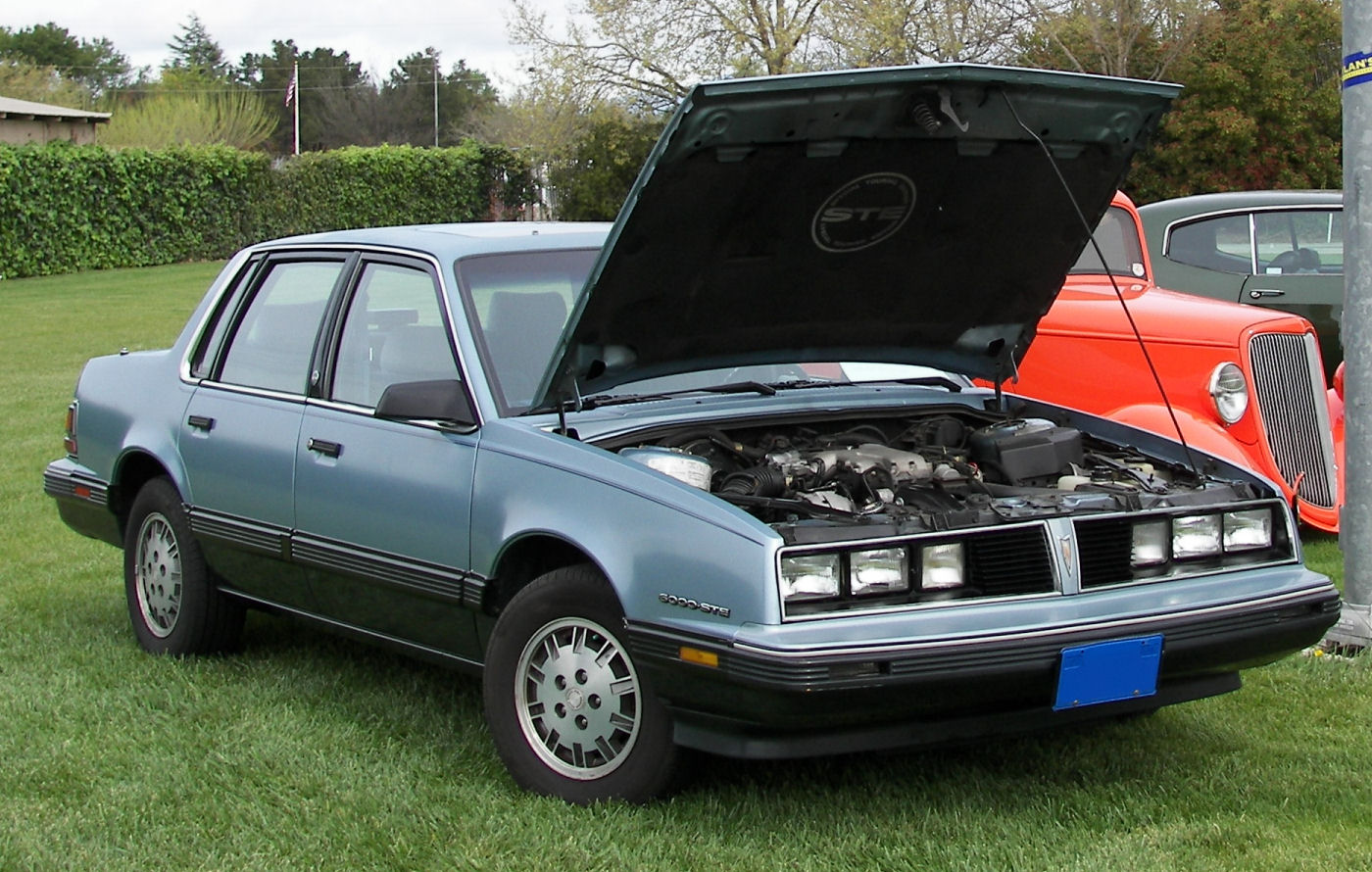
La Pontiac 6000 STE (modèle de 1985).

Une  crémaillère de direction spéciale et la suspension arrière pneumatique à correcteur d'assiette donnent à la voiture des performances et une précision comparables à celles des véhicules Européens. Quatre freins à disque améliorent le freinage tout comme les pneus Goodyear Eagle GT, taille 195/70R14 (large pour l'époque).
En 1985, le carburateur du moteur est remplacé par une injection multipoint, celui-ci délivrant toujours 135 chevaux. Bien que la boîte automatique à 3 rapports reste d'origine (une Getrag manuelle 5 rapports était disponible en option gratuitement), le nouveau moteur accélérait plus vite que le moteur précédent.
Pour 1986, une version restylée est disponible, avec un nouveau carénage avant avec phares en composite, l'anti-blocage des freins, une version révisée du tachymètre, des commandes audio sur le volant (une première pour la catégorie) et une nouvelle boîte automatique à 4 rapports. Pour 1987, un siège à réglage électrique et mémoire de position est introduit. La nouveauté 1988 est une transmission intégrale en option. Elle est accouplé à un nouveau V63.1 L LH0, mais garde sa transmission automatique à seulement 3 rapports, qui ne favorise pas l'accélération ni l'économie de carburant. Les quatre roues motrices deviennent de série pour 1989, mais sont déplacées sur le modèle SE en 1990, car cette année-là la 6000 STE est supprimée, la Grand Prix étrennant ce label sportif. Ce niveau de finition a été par la suite interrompu sur la Grand Prix après 1993.
Selon Car and Driver, la Pontiac G6 GT, vendue à partir de 2005, serait le successeur spirituel de la 6000 STE.

## Moteurs
| Années-modèles | Moteurs                                        | Puissance   | Notes   |
| -------------- | ---------------------------------------------- | ----------- | ------- |
| 1982–1991      | 4 cylindres "Tech IV" 2.5L à injection directe | 90 chevaux  |         |
| 1982–1986      | V6 2.8L LE2 à carburateur double-corps         | 112 chevaux |         |
| 1982–1985      | V6 4.3L diesel LT7                             | 85 chevaux  |         |
| 1983–1984      | V6 2.8L LH7 à carburateur double-corps         | 135 chevaux | STE     |
| 1985–1986      | V6 2.8L L44 à injection                        | 140 chevaux | STE     |
| 1987–1989      | V6 2.8L LB6 à injection                        | 130 chevaux |         |
| 1988–1989      | V6 3.1L LH0 à injection                        | 135 chevaux | STE AWD |
| 1990–1991      | V6 3.1L LH0 à injection                        | 135 chevaux |         |

## Transmissions

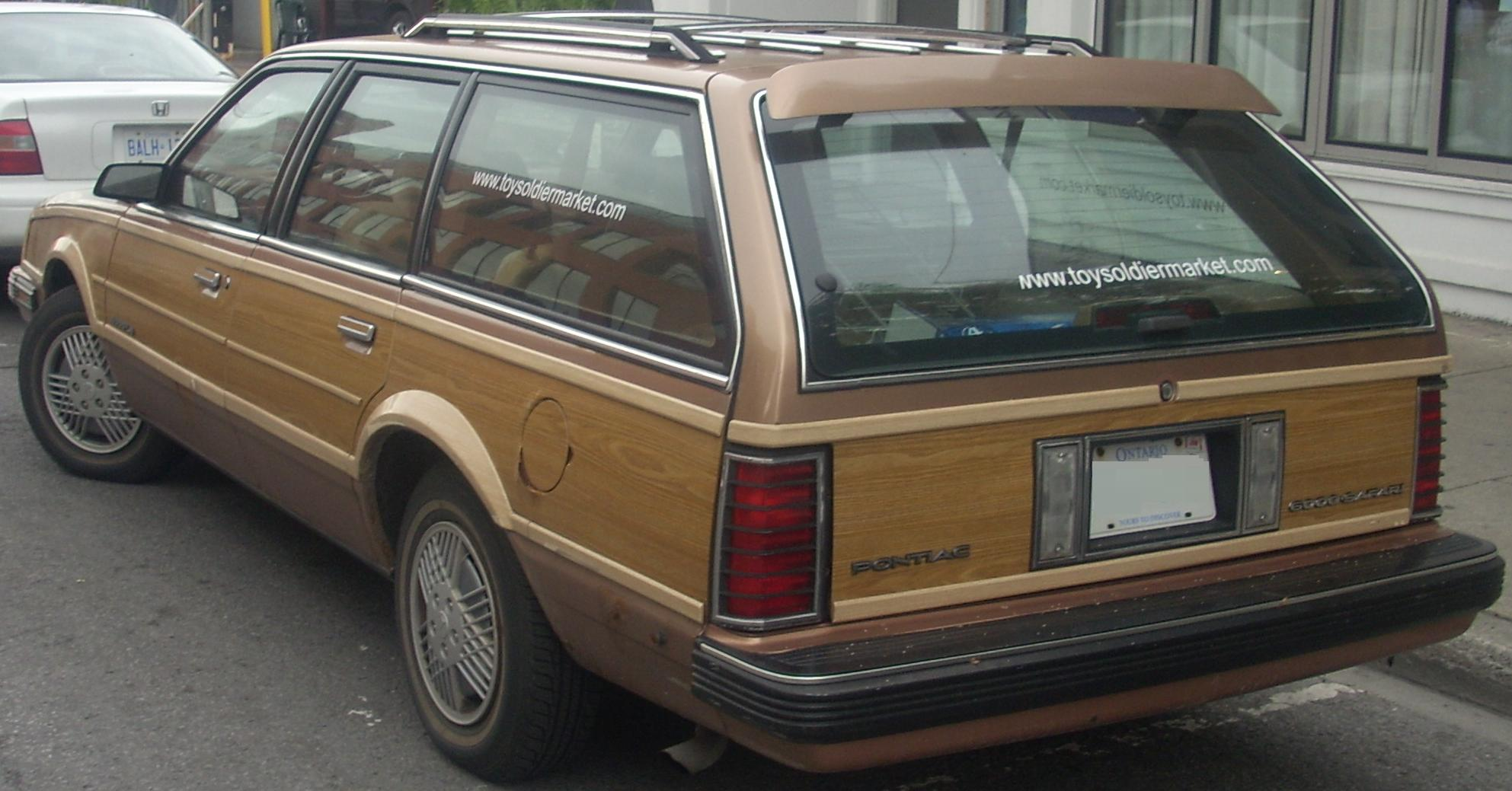
La Pontiac 6000 Safari (produite entre 1989 et 1991).

- 1984–1986 Muncie manuelle à 4 vitesses avec overdrive (seulement disponible sur le 4 cylindres 2.5L et le diesel 4.3L)
- 1987–1988 Muncie/Getrag manuelle à 5 vitesses avec overdrive (seulement sur V6 2.8L)
- 1982–1991 Turbo Hydramatic automatique à 3 vitesses (standard sur tous les moteurs)
- 1985–1991 Turbo Hydramatic 440-T4/4T60 automatique à 4 vitesses avec overdrive (seulement disponible en option sur les V6)

## Récompenses
La 6000 STE a été nommée dans la liste des 10 meilleures voitures de l'année du magazine Car and Driver à 3 reprises.